# Чигиринська АЕС
49°04′55″ пн. ш. 32°48′00″ сх. д. / 49.08194° пн. ш. 32.80000° сх. д.
Чигиринська АЕС — недобудована атомна електростанція, розташована в Черкаському районі Черкаської області на схід від Чигирина, біля берега Кременчуцького водосховища між селами Стецівка і Вітове. Для співробітників станції будувалося нині покинуте селище Орбіта.

## Історія
Рішення про будівництво Чигиринської ДРЕС потужністю 4800 тис. кВт було ухвалено ЦК Компартії України в 1970 році. Також планувалося звести сучасне містечко енергетиків на 20 тис. жителів. До 1981 року, після неодноразових змін проєкту, будівництво було заморожене.
Поки у 1982—1984 роках проходила консервація об'єктів ДРЕС, Київське відділення інституту «Атомтеплоелектропроєкт» у 1982 році розробило техніко-економічний висновок будівництва АЕС поблизу Чигирина, а в 1983 році Міненерго СРСР затвердило цей висновок і на березі Дніпра було вирішено побудувати АЕС.
Згідно з постановою ЦК КПРС і ради Міністрів СРСР від 21 вересня 1984 року «Про додаткові заходи по забезпеченню прискореного розвитку атомної енергетики», передбачалось будівництво АЕС на Чигиринському майданчику потужністю 4000 МВт. Наказом Міненерго СРСР № 539 від 23.08.1985 року було утворено дирекцію Чигиринської АЕС.
Будівельні роботи велися до 1989 року, поки під тиском громадськості не було вирішено зупинити будівництво. Крапку поставила Постанова Ради Міністрів СРСР від 19 травня 1989 року «Про припинення будівництва Чигиринської АЕС».

## Після зупинки будівельних робіт

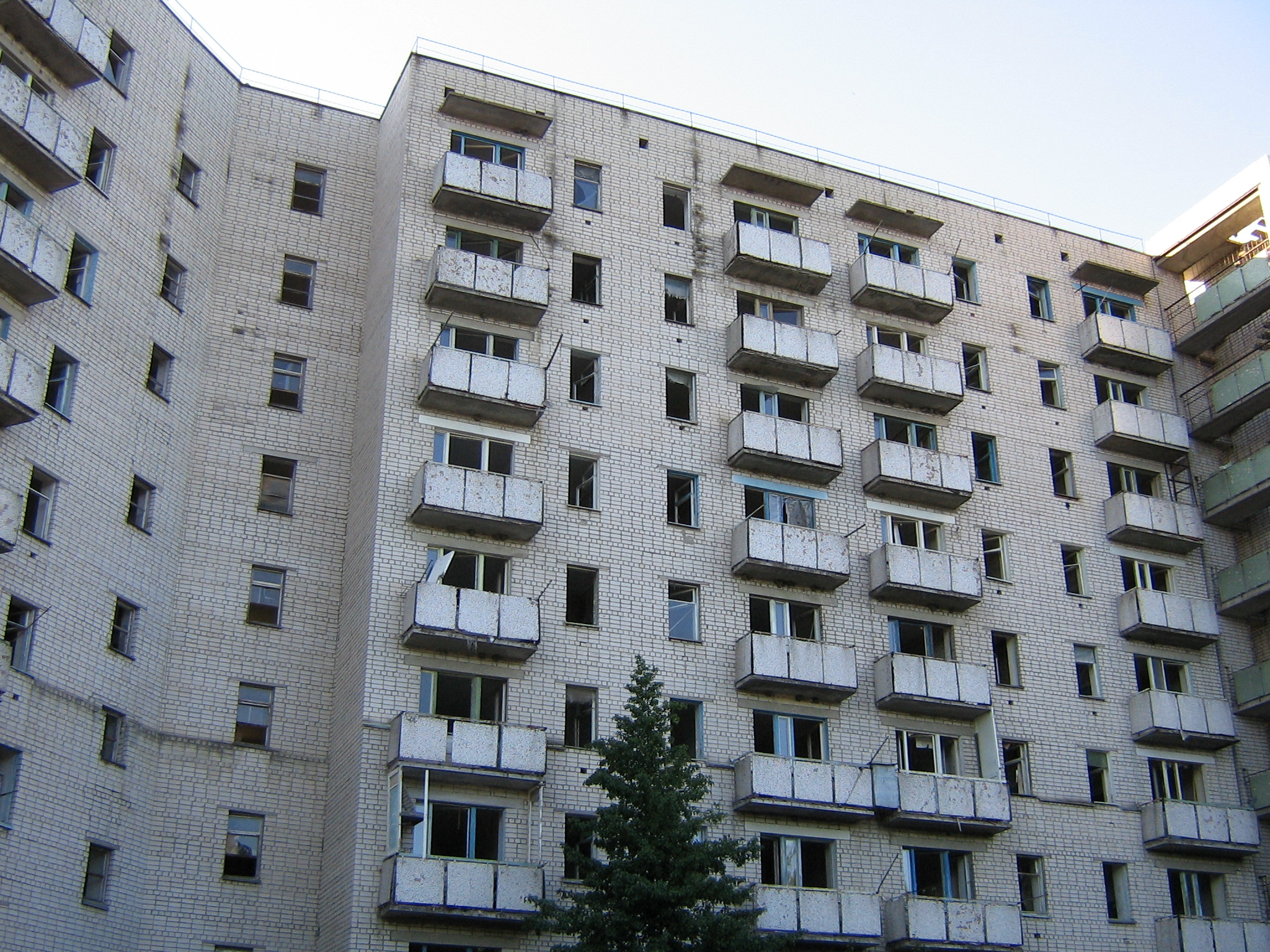
Занедбаний будинок у селищі Орбіта. 2006 рік

Комплекс недобудованої АЕС із містечком енергетиків Орбіта є занедбаними руїнами. Збереглися порожні 9-поверхові житлові будинки, адміністративні будівлі, магазини та інші об'єкти інфраструктури.

## Перспективи відновлення будівництва
5 серпня 2005 року міністр палива та енергетики України Іван Плачков заявив про можливість відновлення будівництва Чигиринської АЕС. До 2011 року території котельні та навколо неї були під охороною Черкасиобленерго, 2011 року охорону зняли і приміщення котельні перетворились на гори бетону, недоторканою залишилася лише труба котельні. У 2021 році уряд знову заговорив про побудову АЕС.
В 2024 році було ухвалене рішення відновити будівництво Чигиринської АЕС. На засіданні 51-ї сесії депутати Чигиринської міської ради ухвалили рішення щодо:
- надання дозволу на розробку проєкту землеустрою щодо відведення земельних ділянок в постійне користування АТ «НАЕК «Енергоатом»;
- передачу земельних ділянок загальною площею 38,1493 га в постійне користування АТ «НАЕК «Енергоатом»[8].

На АЕС планували використовувати реактори AP1000 від американської компанії Westinghouse.

## Світлини

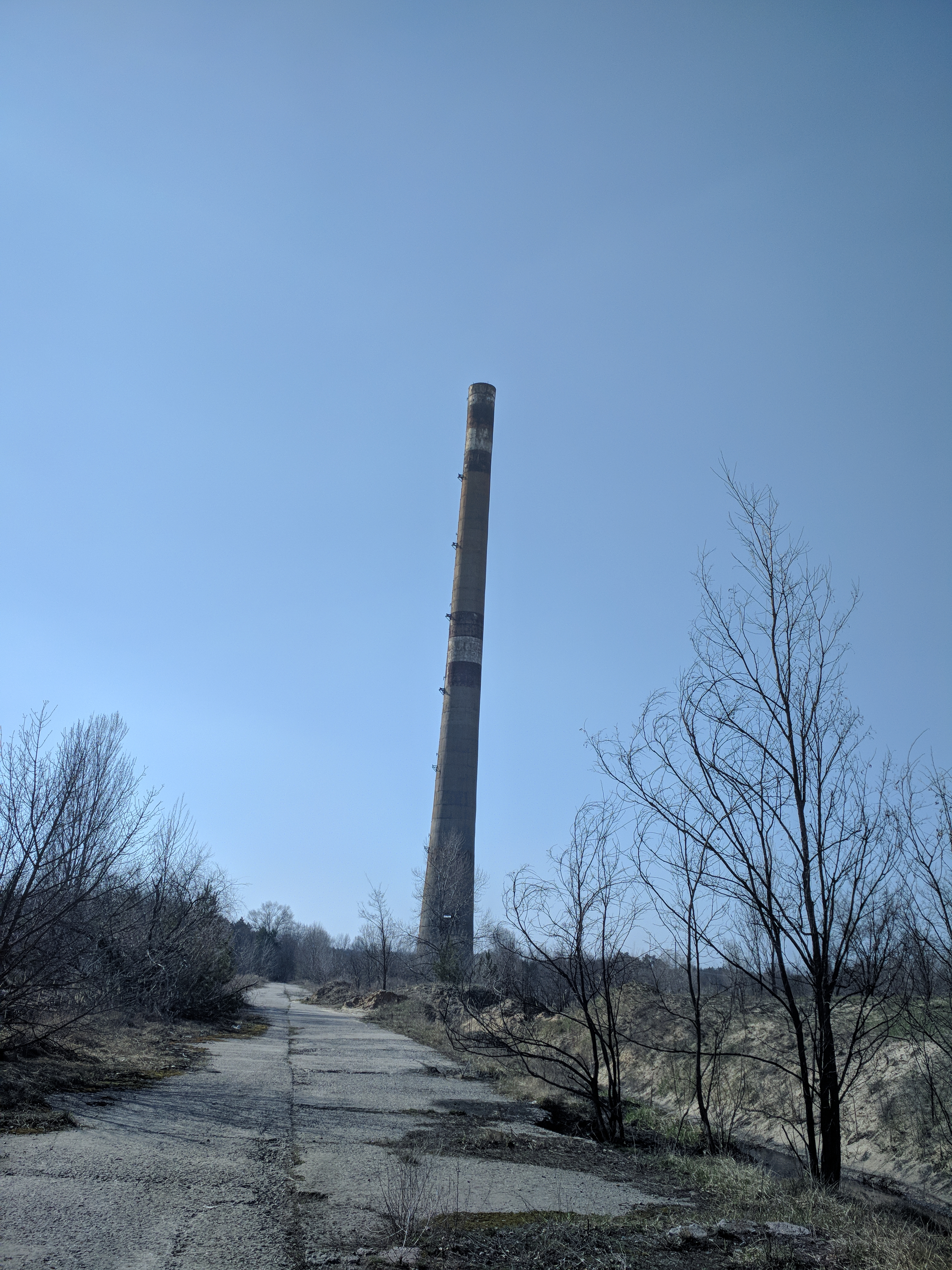
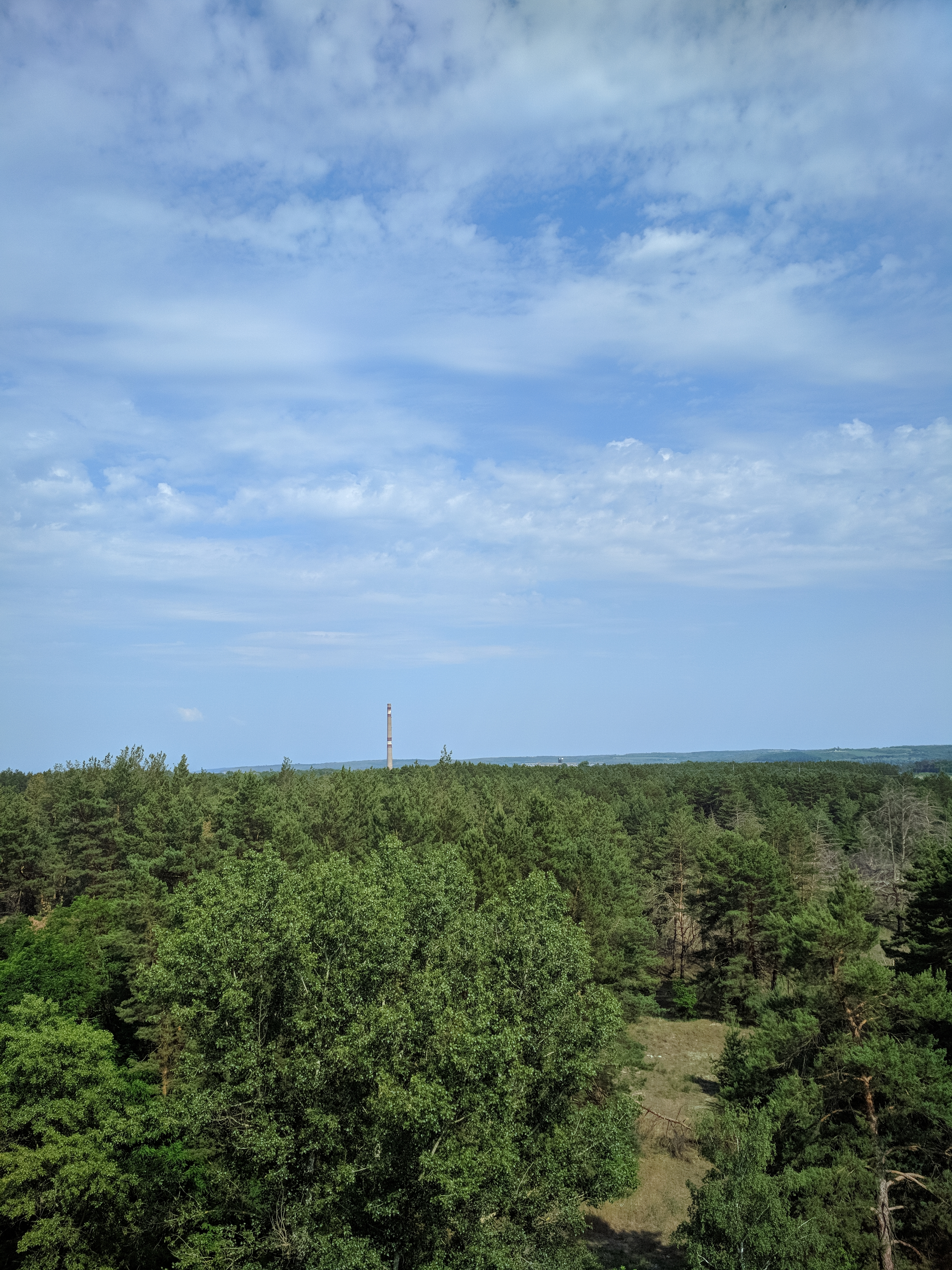

## Інформація про енергоблоки
| Енергоблок | Тип реакторів | Потужність | Потужність | Початок будівництва                       | Підплючення до мережі                     | Введення до експлуатації                  | Закриття                                  |
| Енергоблок | Тип реакторів | Чиста      | Брутто     | Початок будівництва                       | Підплючення до мережі                     | Введення до експлуатації                  | Закриття                                  |
| ---------- | ------------- | ---------- | ---------- | ----------------------------------------- | ----------------------------------------- | ----------------------------------------- | ----------------------------------------- |
| Чигирин-1  | AP1000        | 1117 МВт   | 1250 МВт   | Підготовка до будівництва зупинена в 1990 | Підготовка до будівництва зупинена в 1990 | Підготовка до будівництва зупинена в 1990 | Підготовка до будівництва зупинена в 1990 |
| Чигирин-2  | AP1000        | 1117 МВт   | 1250 МВт   | Підготовка до будівництва зупинена в 1990 | Підготовка до будівництва зупинена в 1990 | Підготовка до будівництва зупинена в 1990 | Підготовка до будівництва зупинена в 1990 |
| Чигирин-3  | AP1000        | 1117 МВт   | 1250 МВт   | Будівництво не розпочиналося              | Будівництво не розпочиналося              | Будівництво не розпочиналося              | Будівництво не розпочиналося              |
| Чигирин-4  | AP1000        | 1117 МВт   | 1250 МВт   | Будівництво не розпочиналося              | Будівництво не розпочиналося              | Будівництво не розпочиналося              | Будівництво не розпочиналося              |